# Clarence S. Campbell Bowl
Il Clarence S. Campbell Bowl o più comunemente, Campbell Trophy, è il trofeo della National Hockey League assegnato alla squadra vincitrice dei playoff della Western Conference. Prende il nome da Clarence Campbell, presidente NHL dal 1946 al 1977. I Chicago Blackhawks e gli Edmonton Oilers si sono aggiudicati il trofeo per sette volte, seguiti dai Detroit Red Wings e dai Philadelphia Flyers con sei successi.

## Storia
Il Campbell Trophy fu donato dai club NHL come riconoscimento per il contributo dato dal suo presidente all'espansione dell'hockey su ghiaccio dell'era moderna. Fu ideato come parallelo al Prince of Wales Trophy, venendo assegnato al primo classificato della Western Division al termine della stagione regolare, dalla stagione 1967-68 alla 1973-74. Dalla stagione 1974-75 alla 1980-81, fu assegnato alla squadra meglio classificata nella regular season della Campbell Conference; dalla stagione 1981-82 alla 1992-93 se lo aggiudicò la compagine vincitrice dei playoff della Campbell Conference. Dalla stagione 1993-94 il trofeo segue le regole attuali, da quando la Campbell Conference è divenuta Western Conference.
Dopo l'assegnazione, il commissario incaricato, attualmente Bill Daly, consegna il trofeo al capitano della squadra vincitrice. Vi è comunque una superstizione prevalentemente tra molti giocatori attuali della NHL per il quale nessun giocatore deve toccare o sollevare il Clarence S. Campbell Bowl (o il Wales Trophy, assegnato alla squadra vincitrice dei playoff della Eastern Conference) dopo averlo vinto. I giocatori infatti sentono che la Stanley Cup è l'unico trofeo per i campioni e deve quindi essere l'unico trofeo ad essere sollevato

## Vincitori del Clarence S. Campbell Bowl
- 1968  Philadelphia Flyers (1)
- 1969  St. Louis Blues (1)
- 1970  St. Louis Blues (2)
- 1971  Chicago Blackhawks (1)
- 1972  Chicago Blackhawks (2)
- 1973  Chicago Blackhawks (3)
- 1974  Philadelphia Flyers (2)
- 1975  Philadelphia Flyers (3)
- 1976  Philadelphia Flyers (4)
- 1977  Philadelphia Flyers (5)
- 1978  New York Islanders (1)
- 1979  New York Islanders (2)
- 1980  Philadelphia Flyers (6)
- 1981  New York Islanders (3)
- 1982  Vancouver Canucks (1)
- 1983  Edmonton Oilers (1)
- 1984  Edmonton Oilers (2)
- 1985  Edmonton Oilers (3)
- 1986  Calgary Flames (1)
- 1987  Edmonton Oilers (4)
- 1988  Edmonton Oilers (5)
- 1989  Calgary Flames (2)
- 1990  Edmonton Oilers (6)
- 1991  Dallas Stars[1] (1)
- 1992  Chicago Blackhawks (4)
- 1993  Los Angeles Kings (1)
- 1994  Vancouver Canucks (2)
- 1995  Detroit Red Wings (1)
- 1996  Colorado Avalanche (1)
- 1997  Detroit Red Wings (2)
- 1998  Detroit Red Wings (3)
- 1999  Dallas Stars (2)
- 2000  Dallas Stars (3)
- 2001  Colorado Avalanche (2)
- 2002  Detroit Red Wings (4)
- 2003  Anaheim Ducks (1)
- 2004  Calgary Flames (3)
- 2005 non assegnato a causa del lockout
- 2006  Edmonton Oilers (7)
- 2007  Anaheim Ducks (2)
- 2008  Detroit Red Wings (5)
- 2009  Detroit Red Wings (6)
- 2010  Chicago Blackhawks (5)
- 2011  Vancouver Canucks (3)
- 2012  Los Angeles Kings (2)
- 2013  Chicago Blackhawks (6)
- 2014  Los Angeles Kings (3)
- 2015  Chicago Blackhawks (7)
- 2016  San Jose Sharks (1)
- 2017  Nashville Predators (1)
- 2018  Vegas Golden Knights (1)
- 2019  St. Louis Blues (3)
- 2020  Dallas Stars (4)
- 2021  Montreal Canadiens (1)
- 2022  Colorado Avalanche (3)
- 2023  Vegas Golden Knights (2)

## Riepilogo trofei vinti
| Squadra              | Vittorie |
| -------------------- | -------- |
| Chicago Blackhawks   | 7        |
| Edmonton Oilers      | 7        |
| Detroit Red Wings    | 6        |
| Philadelphia Flyers  | 6        |
| Dallas Stars         | 4        |
| Calgary Flames       | 3        |
| Colorado Avalanche   | 3        |
| Los Angeles Kings    | 3        |
| New York Islanders   | 3        |
| St. Louis Blues      | 3        |
| Vancouver Canucks    | 3        |
| Anaheim Ducks        | 2        |
| Vegas Golden Knights | 2        |
| Montreal Canadiens   | 1        |
| Nashville Predators  | 1        |
| San Jose Sharks      | 1        |